# María Luisa Muñoz de Vargas
María Luisa Muñoz de Vargas, de casada María Luisa Muñoz de Buendía, (Huelva, 5 de abril de 1898 – Madrid, 31 de octubre de 1975) fue una poeta y escritora española del siglo XX.

## Trayectoria
Nació en una de las familias más distinguidas de Huelva. Su madre pertenecía a la aristocracia cubana y su padre, José Muñoz Pérez, fue director y propietario del diario La Provincia y de la Imprenta Muñoz, además de ser alcalde y ocupar otros puestos de responsabilidad. Al morir, su viuda heredó la imprenta y dio continuidad al periódico. Esto permitió a María Luisa Muñoz estudiar en el colegio de St. Katherine’s de Walmer del condado de Kent. Ante el comienzo de la Primera Guerra Mundial volvió a España para completar sus estudios en Barcelona y en el Instituto-Escuela dependiente de la Institución Libre de Enseñanza en Madrid.
Publicó su primer texto, dedicado al Rocío, en la Revista Hispanoamericana Cervantes, en julio de 1919.
Colaboró asiduamente en el periódico propiedad de la familia. También lo haría en otras revistas como Alfar; Semana Santa; Papel de Aleluyas, fundada por su esposo, Adriano del Valle y Fernando Villalón; La Gaceta Literaria; Isla y el Pictorial Review de Nueva York donde se publicaría su retrato y sus artículos con 18 años. Mantuvo correspondencia con Benito Pérez Galdós hasta la muerte de este. Conoció a Juan Ramón Jiménez y Zenobia Camprubí, con quienes mantuvo una larga amistad. En 1922 se casó con Rogelio Buendía, quien la introdujo en los círculos vanguardistas. Se instalaron en Huelva aunque viajaron por toda Europa.
En 1925 publicó Herrumbre en el alma, una novela corta, con el seudónimo de Félix de Bulnes. Siguió participando en revistas pero no volvió a publicar un libro hasta 1934, Bosque sin salida, un poemario inspirado en su familia y su papel de madre.
Dedicó el poema “Elegía a la Calle de Enmedio”, publicado en La Provincia el 13 de marzo de 1935, a Carmen Conde.
Tras la Guerra civil se instaló en Madrid para estar más cerca de su marido, en prisión por su ideario republicano. Para sobrevivir publicó novelas rosas, cuentos y trabajó como actriz.
Se trasladó a Elche al ganar su marido una plaza de médico en esta ciudad.  Posteriormente ella regresaría a Madrid para dedicarse al teatro. Tras jubilarse su esposo, el matrimonio se reuniría de nuevo. En esta etapa se dedicó, sobre todo, a traducir obras teatrales del inglés, y siguió escribiendo novelas rosas, cuentos y poesías infantiles.
Falleció el 31 de octubre de 1975.

## Obra literaria

### Poesía
En sus versos proyecta su estado anímico sobre el mundo que le rodea. Consideró su maestro a Juan Ramón Jiménez y su poesía pura. Su poesía se puede dividir en tres etapas: el neopopularismo de la primera época hasta 1925; unas segunda, con el periodo comprendido entre 1925-1931, marcado por las Vanguardias y una tercera, marcada por el compromiso, la rehumanización, la poesía social y política, sobre todo a partir de 1931 con el advenimiento de la Segunda República.
Publicó en revistas ultraístas: en Cervantes,  medio centenar de poemas en prosa sobre estampas típicas, y en Papel de Aleluyas. Bajo el seudónimo de Félix de Bulnes publicó poemas de inspiración religiosa en la revista de su familia y en revistas literarias de la época. Colaboró con su marido en la traducción de los English Poems de Fernando Pessoa.
Su primer poemario, Bosque sin salida, 1934, lo firmó como María Luisa Muñoz de Buendía y fue prologado por Juan Ramón Jiménez. Su influencia es evidente en su estilo natural y espontáneo, aunque también refleja la influencia de otros poetas, como Federico García Lorca, con los que comparte espacio en las revistas en las que ella publica. Con ellos comparte temas y motivos, como el mar, la luna, la primavera, un estilo sencillo y una métrica de versos cortos y asonantes. Así se adscribe al neopopularismo de Antonio Machado. Sin embargo, se aleja de ellos por su religiosidad y su visión del papel de la mujer más cercano al ángel del hogar de Pilar de Sinués. Son setenta y tres poemas divididos en tres secciones: Poemas niños, Veredas y Varia múltiple.
En 1948 aparecen varios poemas breves publicados en la revista Verbo de factura muy tradicional que perpetúan la imagen de la joven mujer enamorada esperando inútilmente al amado que no llega.
Su siguiente poemario fue Lluvia en verano, 1967. El libro lleno de melancolía, supone una continuidad en la elección de metros, estilo, selección de temas populares y el gusto por lo romántico. Son ochenta y seis poemas sin una estructura interna.
La princesita de la sal, de 1967, lo componen veintidós poemas infantiles, ilustrados por Elisabeth von Rathlef. Son los poemas infantiles más característicos de sus otros dos libros, a los que se añaden cuatro poemas inéditos. El estilo es el propio de la poesía infantil: construcciones sintácticas simples, versos cortos, metáforas simples, diminutivos, repeticiones y estribillos.
Su último poema publicado en 1971 estuvo dedicado a Juan Ramón Jiménez.

### Prosa
Escribió cuatro novelas: Herrumbre en el alma,1925, Toros y palomas, 1940, El amor no pide permiso, 1958 y Tres días de amor. Sus novelas son de corte romántico siendo el tema principal las relaciones sentimentales. Sus relatos también están dentro de este imaginario. El soporte habitual de estos fueron las revistas. También escribió una colección de cuentos para niños, Cuentos selectos, publicada en 1951.
Colaboró con el diario paterno mientras este fue propiedad de la familia y posteriormente cuando pasó a Falange con el nombre de Odiel. En su juventud lo hizo con artículos de costumbres e impresiones y, a partir de 1936, con un marcado carácter político que desapareció al finalizar la Guerra.

### Teatro
Además de realizar traducciones escribió fue autora de la obra Destino´s Hotel, que se publicó en prensa con dos versiones, una española y otra inglesa.